# Lavamünd
Lavamünd (slow. Labot) ist eine Marktgemeinde mit 2757 Einwohnern (Stand 1. Jänner 2025) im Bezirk Wolfsberg in Österreich, im Bundesland Kärnten.

## Geographie
Lavamünd liegt im Südosten von Kärnten auf einer Landzunge an der Mündung der Lavant in die Drau, die gleichzeitig die südliche Gemeindegrenze bildet. Der Ort liegt 348 Meter über dem Meer, womit Lavamünd der tiefste Punkt Kärntens ist. Im Nordosten steigt das Gemeindegebiet auf über 1400 Meter an.
Um Lavamünd vor einem hundertjährlichen Hochwasser zu schützen, wurde am 16. Oktober 2018 mit dem Bau einer 1,5 km langen Schutzmauer begonnen, es werden auch zwei Brücken über die Lavant neu gebaut, damit soll es keine Verklausungen mehr geben. Bis 2023 soll der Hochwasserschutz fertiggestellt sein.

### Gemeindegliederung
Lavamünd ist in zehn Katastralgemeinden gegliedert, slowenische Namen sind trotz des hier sehr geringen Sprachanteils in Klammern angegeben (siehe dazu auch Kärntner Slowenen):
- Ettendorf
- Großlamprechtsberg
- Hart (Dobrova)
- Lamprechtsberg-Hartneidstein
- Lavamünd (Labot)
- Lorenzenberg (Šentlovrenc)
- Magdalensberg (Štalenska gora)
- Rabenstein (Rabštajn pri Labotu)
- Weißenberg
- Wunderstätten (Drumlje pri Labotu)

Das Gemeindegebiet umfasst folgende 20 Ortschaften (in Klammern die Einwohnerzahl Stand 1. Jänner 2025):
- Achalm (143)
- Ettendorf (283)
- Hart (179)
- Krottendorf (128)
- Lamprechtsberg (161)
- Lavamünd(292)
- Lorenzenberg (62)
- Magdalensberg (423)
- Pfarrdorf (334)
- Plestätten (90)
- Rabenstein (25)
- Rabensteingreuth (80)
- Schwarzenbach (101)
- St. Vinzenz (4)
- Unterbergen (68)
- Unterholz (52)
- Weißenberg (178)
- Witternig (19)
- Wunderstätten/(81)
- Zeil (54)

### Nachbargemeinden
| St. Paul im Lavanttal | St. Georgen im Lavanttal                    |           |
| Ruden                 | Kompassrose, die auf Nachbargemeinden zeigt | Eibiswald |
| Neuhaus               | Dravograd                                   | Dravograd |

## Geschichte

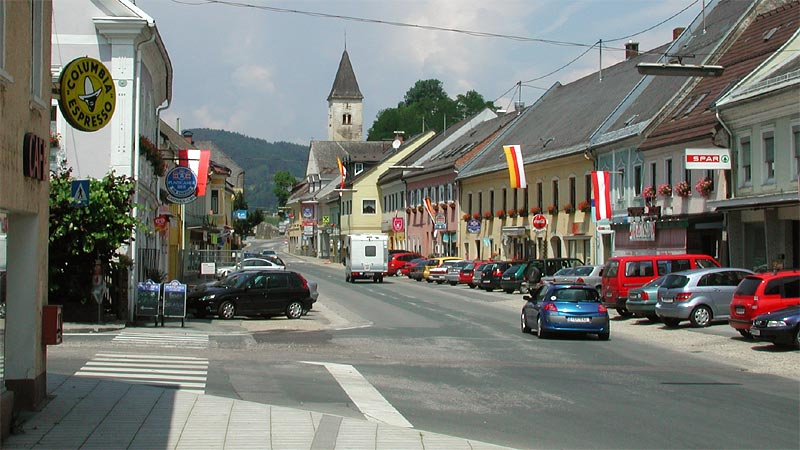
Blick über den Marktplatz

Das Gemeindegebiet war bei der Elbitz, einem Gelände östlich der Lavantmündung in die Drau, schon zu Zeiten der Römer besiedelt, wie Funde von Gräbern und Münzen zeigen, so dass hier wohl die älteste Ansiedlung im heutigen Lavamünd entstand. Ein Grabmal eines römischen Steingrabs, das heute vor dem Gasthaus zum Adler steht, zeugt von dieser Zeit.
Im Jahr 1091 schenkte Graf Engelbert von Spanheim dem von ihm gegründeten Kloster St. Paul einen Stadelhof zu Lavamünd. Am Fuß des Schlosses entwickelte sich bis zum 14. Jahrhundert ein Straßenmarkt, der durch seine Lage am Zusammentreffen von Lavant und Drau Bedeutung erlangte. Die Gründung des Marktes Lavamünd wird für 1240 vermutet, die erste urkundliche Erwähnung des Ortes stammt aus dem Jahr 1334. 1461 verlieh Kaiser Friedrich III. dem Markt die Blutgerichtsbarkeit.
Die Ortschaft war mehrmals von Hochwassern der Drau betroffen, 1851 wurde sogar der Hauptplatz überflutet.
Die 1850 gegründete Gemeinde wurde 1921 um die nicht an Jugoslawien gefallenen Teile der Gemeinde Kienberg (Katastralgemeinden Lorenzenberg und Rabenstein) sowie 1958 bzw. 1973 um Teile der aufgelösten Gemeinden Legerbuch und Ettendorf erweitert.
Durch den Bau der Lavanttalbahn 1878 wurde Lavamünd durch die Eisenbahn erschlossen. 1879 fuhr der erste Zug von Wolfsberg nach Unterdrauburg (dem heutigen Dravograd) über Lavamünd. Nach dem Ersten Weltkrieg fiel der Bahnknoten Unterdrauburg an den damaligen SHS-Staat. Der Korridorverkehr wurde bis 1965 betrieben. Durch den Bau der Jauntalbahn wurde wieder eine inländische Verbindung von Wolfsberg nach Klagenfurt geschaffen, jedoch zweigt die Jauntalbahn bei St. Paul im Lavanttal von der Lavanttalbahn ab. Somit lag Lavamünd an einer nicht mehr genutzten Strecke nach Jugoslawien. Der Abschnitt Lavamünd – Unterdrauburg wurde nach Eröffnung der Jauntalbahn abgetragen.
Zumindest bis ins 19. Jahrhundert verlief die Sprachgrenze bei Lavamünd. Mit den Dravograder Ortsteilen Libeliče und Gorče ist dies auch heute der Fall, nicht zu vergessen den slowenischen Sprachanteil von 12 % in der österreichischen Nachbargemeinde Neuhaus.
Nach dem Ersten Weltkrieg marschierten am 3. Dezember 1918 über Unterdrauburg kommend jugoslawische Truppen in Lavamünd und St. Paul ein und drohten weiter ins Lavanttal einzudringen. Im Zuge des Kärntner Abwehrkampfs konnte Lavamünd allerdings noch vor Jahresende wieder befreit werden. Es folgte ein Waffenstillstand, der am 29. April 1919 durch eine erneute jugoslawische Offensive gebrochen wurde. Dadurch war Lavamünd bis zur Kärntner Volksabstimmung am 10. Oktober 1920 wieder jugoslawisch besetzt. Bei der Volksabstimmung verlief die Demarkationslinie unmittelbar durch das Gemeindegebiet. Bei der Abstimmung stimmten in der Gemeinde Lavamünd 92,9 % für Österreich. Da dies das für Österreich zweitbeste Ergebnis darstellte, wurde 1959 das Motiv des Gemeindewappens von einer Schüssel mit Johannishaupt zu einer stilisierten Wahlurne geändert.

### Bevölkerungsentwicklung
Lavamünd hatte von 1991 bis 2001 eine positive Geburtenbilanz (+121), aber eine negative Wanderungsbilanz (−391). In den folgenden 10 Jahren gab es bereits 24 Todesfälle mehr als Geburten und es zogen um 400 mehr Personen von der Gemeinde weg als zuwanderten.
Die Marktgemeinde Lavamünd hatte zum Zeitpunkt der Volkszählung 2001 3.548 Einwohner, davon waren 97,9 % österreichische Staatsbürger. Als Umgangssprache gaben 98,2 % Deutsch, 0,3 % Slowenisch und 0,7 % Kroatisch an. 96,8 % bekannten sich zur römisch-katholischen Kirche, 0,5 % zur evangelischen Kirche und 0,4 % zum Islam. 1,7 % der Bevölkerung war ohne religiöses Bekenntnis.

## Kultur und Sehenswürdigkeiten

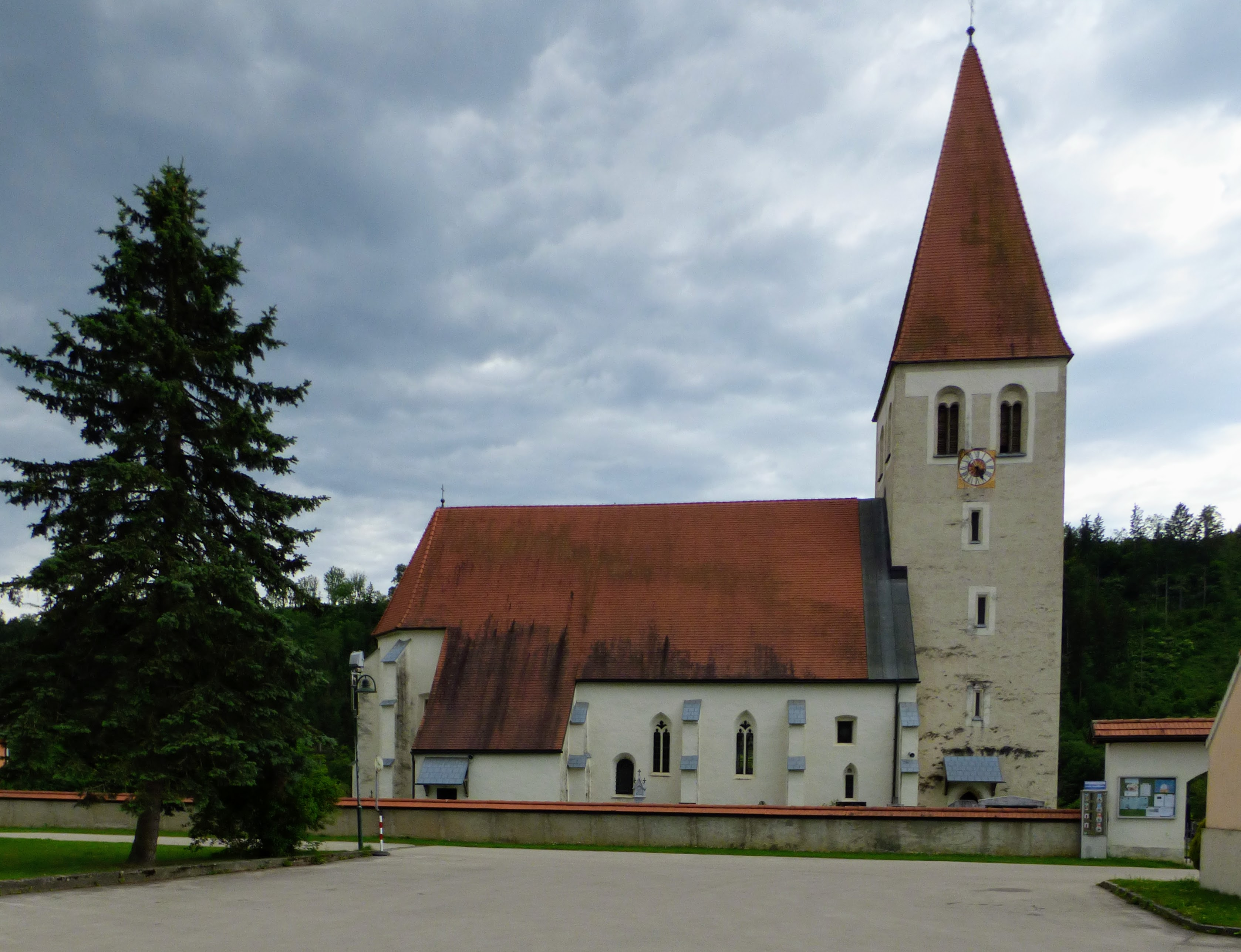
Pfarrkirche Lavamünd

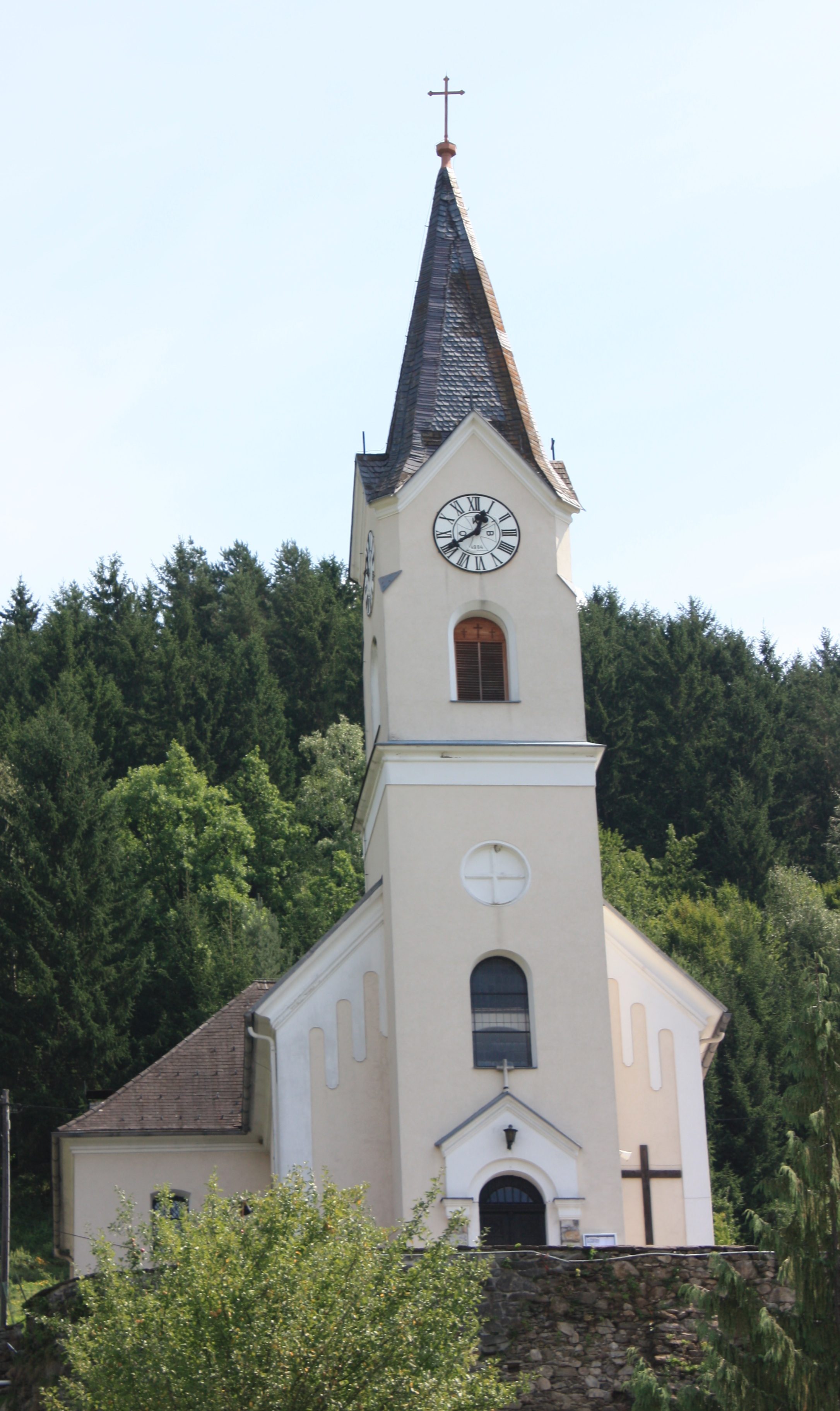
Pfarrkirche Ettendorf

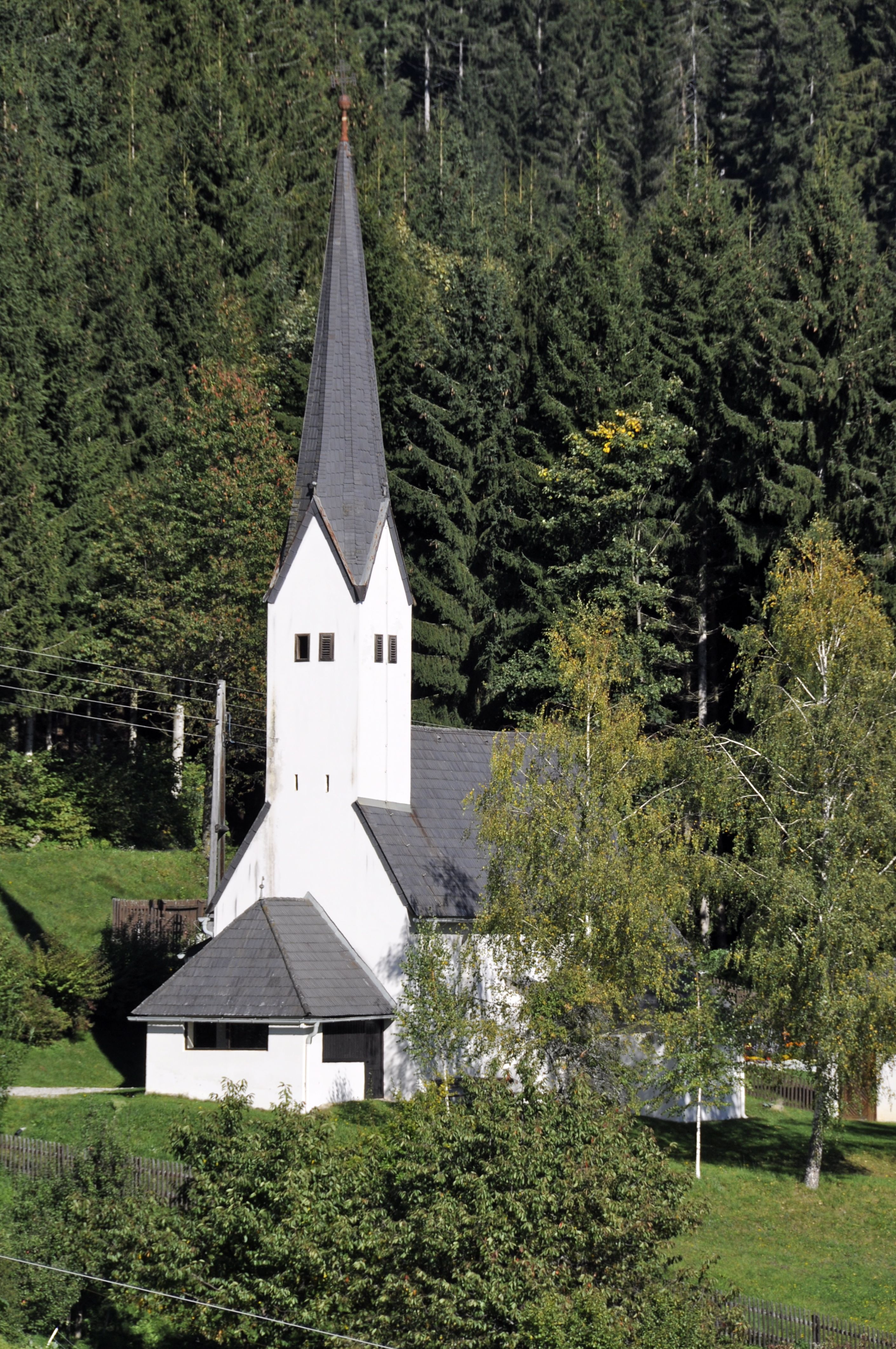
Pfarrkirche Lorenzenberg ob Lavamünd

- Katholische Pfarrkirche Lavamünd Maria Himmelfahrt
- Katholische Marktkirche Lavamünd hl. Johannes der Täufer
- Kalvarienbergkirche Lavamünd
- Katholische Pfarrkirche Ettendorf hl. Markus
- Katholische Pfarrkirche Lorenzenberg ob Lavamünd hl. Laurentius

## Wirtschaft und Infrastruktur

### Wirtschaftssektoren
Die folgende Tabelle zeigt die Entwicklung der Betriebsanzahl und der Beschäftigten in den Wirtschaftssektoren:
| Wirtschaftssektor            | Anzahl Betriebe | Anzahl Betriebe | Anzahl Betriebe | Erwerbstätige | Erwerbstätige | Erwerbstätige |
| Wirtschaftssektor            | 2021            | 2011            | 2001            | 2021          | 2011          | 2001          |
| ---------------------------- | --------------- | --------------- | --------------- | ------------- | ------------- | ------------- |
| Land- und Forstwirtschaft 1) | 116             | 205             | 252             | 132           | 120           | 105           |
| Produktion                   | 40              | 38              | 35              | 170           | 192           | 222           |
| Dienstleistung               | 160             | 88              | 85              | 401           | 297           | 349           |

1) Betriebe mit Fläche in den Jahren 2010 und 1999

### Energie
In Lavamünd liegen wesentliche Teile des Kraftwerks Lavamünd (einem Laufkraftwerk an der Drau), sowie des Kraftwerks Koralpe, eines Pumpspeicherkraftwerks. Bei Sanierungsarbeiten im Stauraum des Kraftwerks Lavamünd wurde in den 1970er Jahren der Naturbadesee Lavamünd künstlich angelegt.

### Verkehr
- Straße: In der Gemeinde kreuzt sich die B80, die als Nebenzweig der Gastarbeiterroute galt, mit der B69, die über die Soboth führt.
- Bahn: Die Gemeinde verfügt über keinen Bahnanschluss. Die Gleise der ehemaligen Lavanttalbahn wurden abgebaut.
- Wanderwege: Lavamünd ist Anfangs- und Endpunkt des Lavanttaler Höhenwegs. Durch Lavamünd verläuft der Südalpenweg, ein österreichischer Weitwanderweg. Weiters mündet hier der Jakobsweg Weststeiermark in den Südösterreichischen Jakobsweg, welcher dem Verlauf der Drau folgt.

## Politik
Der Gemeinderat hat 19 Mitglieder.

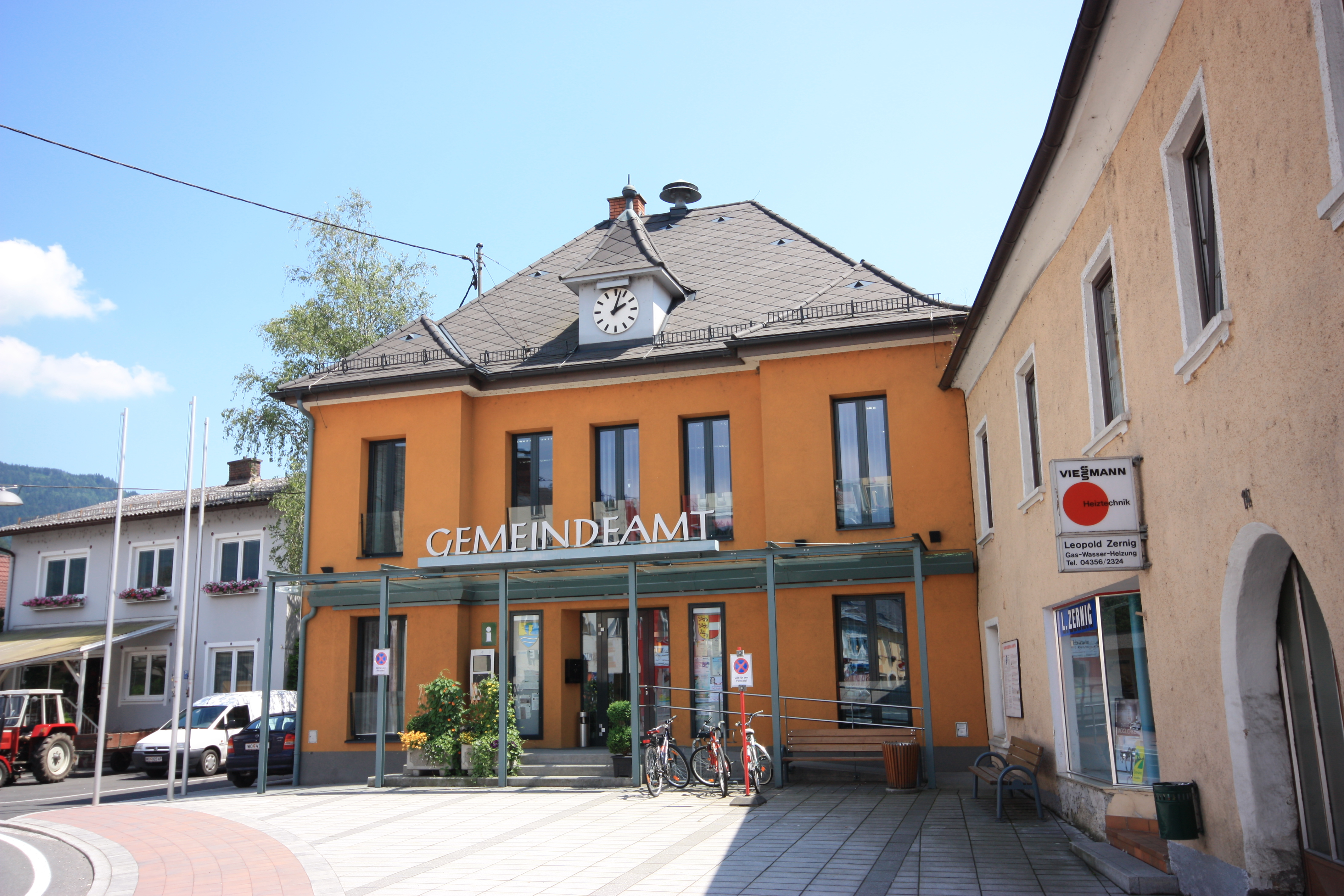
Gemeindeamt Lavamünd

- Mit den Gemeinderats- und Bürgermeisterwahlen in Kärnten 2003 hatte der Gemeinderat folgende Verteilung: 11 SPÖ, 8 ÖVP, 3 FPÖ und 1 parteilos (23 Mitglieder).[10]
- Mit den Gemeinderats- und Bürgermeisterwahlen in Kärnten 2009 hatte der Gemeinderat folgende Verteilung: 10 SPÖ, 8 ÖVP und 5 BZÖ. (23 Mitglieder).[11]
- Mit den Gemeinderats- und Bürgermeisterwahlen in Kärnten 2015 hatte der Gemeinderat folgende Verteilung: 12 SPÖ, 8 ÖVP und 3 FPÖ. (23 Mitglieder).[12]
- Mit den Gemeinderats- und Bürgermeisterwahlen in Kärnten 2021 hat der Gemeinderat folgende Verteilung: 7 Liste Wolfgang Gallant (LWG), 7 SPÖ, 4 ÖVP und 1 FPÖ.[13]

### Bürgermeister
- 1999 bis 2013 Herbert Hantinger (ÖVP)[14]
- 2013–2021 Josef Ruthardt (SPÖ)
- seit 2021 Wolfgang Gallant (LWG).[15]

### Wappen
Der Markt Lavamünd führte seit dem 17. Jahrhundert ein Marktwappen, das als Motiv die sogenannte „Johannesschüssel“, d. h. das abgeschlagene Haupt des Johannes auf einer Schüssel, zeigte. Nachdem die drastische Darstellung von der Gemeinde nicht mehr als zeitgemäß empfunden wurde, fasste man 1959 den Beschluss für ein neues Gemeindewappen. Man entschloss sich für eine stilisierte Darstellung der Volksabstimmung von 1920: Eine Wahlurne in verwechselten Farben mit einem grünen Stimmzettel (als Bekenntnis für Österreich, der Stimmzettel für Jugoslawien war weiß) erinnert daran, dass die Gemeinde bei dem Plebiszit mit 96,9 % nach Pustritz (heute Teil der Gemeinde Griffen) das beste Ergebnis für Österreich einbrachte. Im Schildfuß stehen die silbernen Wellenlinien für die Flüsse Lavant und Drau.
Die amtliche Blasonierung des Gemeindewappens lautet: „Ein durch eine silberne Linie geteilter Schild, dessen unteres blaues Feld durch zwei silberne Wellenlinien geteilt ist. In dem oberen, von gold und blau gespaltenen Feld eine auf der Teilungslinie ruhende, aus der Spaltenlinie wachsende Urne in gewechselten Farben, aus der der obere Teil eines schräggestellten grünen Stimmzettels herausragt.“
Wappen und Fahne wurden der Gemeinde am 1. März 1963 verliehen. Die Fahne ist Blau-Gelb mit eingearbeitetem Wappen.

## Persönlichkeiten

### Söhne und Töchter der Gemeinde
- Herbert Pansi (1920–1988), Politiker der SPÖ, Mitglied des Bundesrates 1963–1964, Abgeordneter zum Nationalrat 1964–1979, Dritter Präsident des Nationalrates 1979
- Hubert Urach (* 1945), Musiker und Komponist
- Anton Pistotnig (* 1949), Musiker und Militärkapellmeister von Niederösterreich (1980–2011)
- Josef Pachler (* 1950), Boxer
- Peter Stauber (* 1953), Politiker der SPÖ, Abgeordneter zum Nationalrat (2006–2013), Bürgermeister von St. Andrä im Lavanttal (1997–2020)

## Historische Landkarten

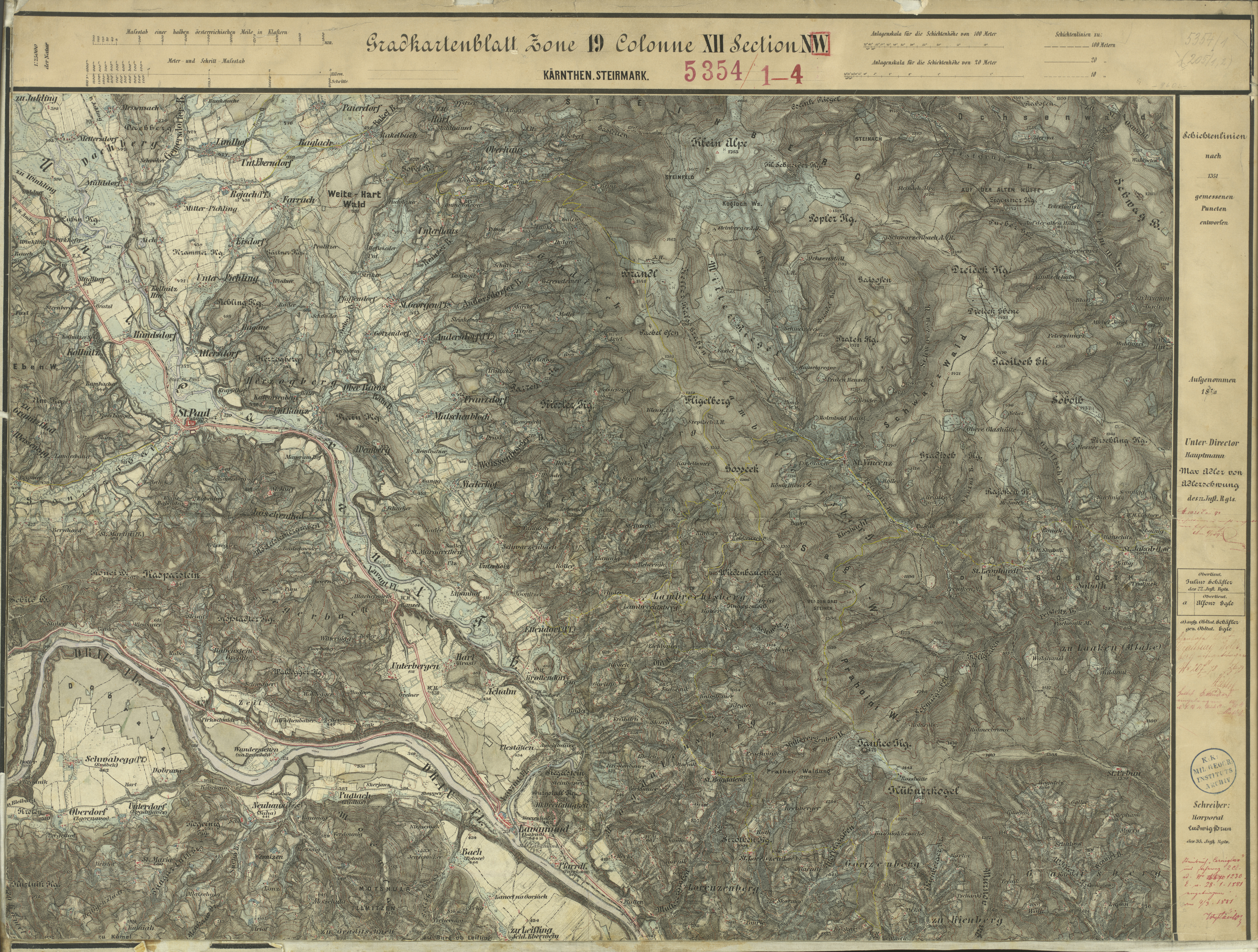
Lavamünd am Zusammenfluss von Lavant und Drau im Aufnahmeblatt der Landesaufnahme 1877/78
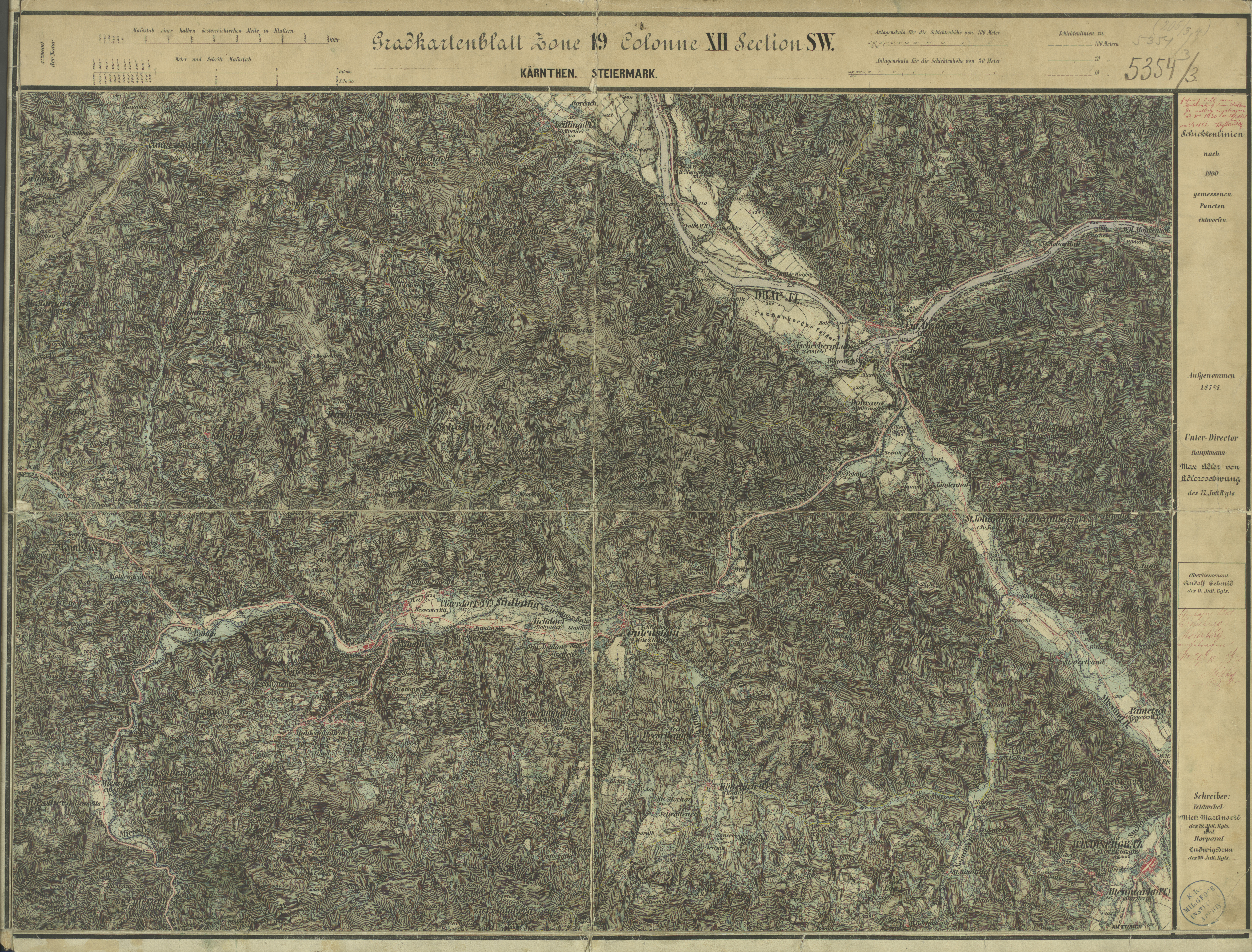
Unterdrauburg ist der nächste größere Ort südlich von Lavamünd
Geologie des Gebietes von Lavamünd